# David Packouz
 (mars 2022).
David Mordechai Packouz, né le 16 février 1982 à Saint-Louis, est un entrepreneur américain qui s'est fait connaitre dans un scandale avec l'armée américaine en tant que marchand d'armes illégales.

## Biographie

### Marchand d'armes (2005-2011)
En 2005, à 23 ans, David Packouz rejoint AEY Inc., une entreprise d'armement appartenant à Efraim Diveroli, 20 ans.
À la fin de l'année 2006, l'entreprise a déjà remporté 149 contrats pour une valeur de 10,5 millions de dollars. 
Au début de 2007, AEY obtient un contrat majeur de près de 303 millions de dollars pour fournir à l'armée afghane près de 100 millions de munitions pour AK-47, des millions de munitions pour les fusils SVD et d'autres munitions. 
Pour remplir le contrat, AEY parvient à acquérir des munitions d'un stock situé en Albanie et d'origine chinoise ; ce dernier point violant les termes du contrat d'AEY avec l'armée américaine qui interdit les munitions chinoises. Packouz est conscient du problème et, pour que les produits soient acceptés, il contribue à dissimuler l'origine des munitions. En raison de la publicité entourant le contrat et l'âge des marchands d'armes, l'armée américaine entame une révision de ses procédures de passation de marchés. 
David Packouz plaide coupable et est condamné à sept mois d'assignation à résidence en 2011. 

### Nouveaux projets (depuis 2011)
Après AEY Inc., David Packouz invente une batterie sous la forme d'une pédale d'effet, le BeatBuddy (en). Il dirige actuellement l'entreprise Singular Sound qui diffuse ce produit.

## Adaptation au cinéma
David Packouz est le sujet central du film de Todd Phillips War Dogs (2016), dans lequel il apparaît comme massothérapeute.